# Iris Claus
Iris Claus, po mężu Wagner (ur. 14 marca 1951) – niemiecka lekkoatletka, biegaczka średniodystansowa. W czasie swojej kariery reprezentowała Niemiecką Republikę Demokratyczną.
Zdobyła brązowy medal w biegu na 1500 metrów na halowych mistrzostwach Europy w 1973 w Rotterdamie, za Ellen Tittel z RFN i Tonką Petrową z Bułgarii (startowały tylko trzy zawodniczki).
Była mistrzynią NRD w biegu przełajowym w 1972, wicemistrzynią w sztafecie 4 × 800 metrów w 1970, a w hali wicemsitrzynią w biegu na 1500 metrów w 1972 i 1976.
Jej rekord życiowy w biegu na 1500 metrów wynosił 4:11,7; został ustanowiony 14 sierpnia 1975 w Erfurcie. 
Startowała w klubie SC Turbine Erfurt.